# Javier Ontiveros Parra
Javier "Javi" Ontiveros Parra (9 de setembre de 1997) és un futbolista professional andalús que juga com a volant dret pel Cadis CF.